# 陳讓 (洪武舉人)
陳讓（14世紀—15世紀），湖廣襄陽府穀城縣人，明朝政治人物。

## 生平
陳讓是洪武十七年（1384年）甲子科湖廣鄉試舉人，授刑部主事，判案平允，不避權勢，遷監察御史，其時吏部指出主事為六品，御史為七品，並非陞遷，明太祖說：「陳讓才能堪任御史，仍食六品俸。」不久陞刑部郎中，依然恪盡職守，時稱得人。

## 引用
1. 1 2  同治《穀城縣志·卷五》：陳讓，穀城人，洪武甲子舉人，授刑部主事，讞獄平允，不避權勢，擢御史，吏部以主事六品、御史七品非陞為請，帝曰：「讓才堪御史，仍食六品俸。」尋遷刑部郎中，守官如初，時稱得人。